# Paul Derbyshire
Pour les articles homonymes, voir Derbyshire (homonymie).

a Compétitions nationales et continentales officielles uniquement.

b Matchs officiels uniquement.
Dernière mise à jour le 24 février 2017.
Paul Edward Derbyshire, né le 3 novembre 1986 à Cecina en province de Livourne, est un joueur de rugby à XV italien qui évolue au poste de troisième ligne aile et parfois troisième ligne centre au sein de l'effectif du Rugby San Donà. 

## Biographie
Paul Derbyshire est né à Cecina, d'un père anglais et ancien jour de rugby, Stephen Derbyshire, et d'une mère italienne. Il grandit à Piombino.
Appelé pour la première fois le 13 juin 2009 face à l'Australie, il est régulièrement appelé par Nick Mallett en 2010 et 2011. Paul Derbyshire est alors considéré comme le digne successeur de Mauro Bergamasco.

## Carrière

### En club
- 2004-2005: I Cavalieri Prato  Italie
- 2005-2006: Stade français Paris  France
- 2006-2008: SKG Gran Parme  Italie
- 2008-2010: Petrarca Padoue  Italie
- 2010-2015: Benetton Trévise  Italie
- 2015-2016: Zebre  Italie
- 2016-2020: Rugby San Donà  Italie
- 2020-: Mogliano Rugby  Italie

### En équipe nationale
- 24 sélections en équipe d'Italie de 2009 à 2014
- sélections par années: 1 en 2009, 7 en 2010, 8 en 2011, 4 en 2013, 4 en 2014
- Tournoi des Six Nations disputés: 2010, 2011, 2013, 2014
- Équipe d'Italie -21 ans : participation au championnat du monde 2006 en France (2 matchs dont 1 comme titulaire, 2 essais)